# Cao Dĩ Tường
Cao Dĩ Tường (Godfrey Gao) (chữ Hán: 高以翔; 22 tháng 9 năm 1984 – 27 tháng 11 năm 2019) là một người mẫu và diễn viên người Canada gốc Đài Loan. Anh được biết đến với những vai diễn trong các phim Đứa trẻ đến từ thiên đường, Gặp gỡ Vương Lịch Xuyên, Vũ khí bóng đêm, Thành phố Xương, Võ thần Triệu Tử Long,...

## Cuộc đời và sự nghiệp
Cao Dĩ Tường được sinh ra tại Đài Bắc, Đài Loan, con trai của một người bố Đài Loan và một người mẹ Malaysia. Anh chuyển đến sống tại Vancouver, Canada từ khi còn nhỏ, và sau đó theo học tại Đại học Capilano ở North Vancouver. Cha của Gao là một người người Thượng Hải nhưng lại được lớn lên tại Đài Loan, trong khi mẹ anh lại là một Peranakan đến từ George Town, Penang.
Kể từ khi trở lại Đài Loan để theo sự nghiệp người mẫu vào năm 2004, Cao Dĩ Tường đã xuất hiện trên nhiều phim điện ảnh và chương trình truyền hình khác nhau. Anh đảm nhận vai diễn Magnus Bane trong bộ phim chuyển thể Vũ khí bóng đêm: Thành phố Xương (2013). Anh cũng là người đàn ông châu Á đầu tiên được chọn làm người mẫu cho Louis Vuitton. Gao được quản lý bởi công ty giải trí JetStar Entertainment, và cùng với nữ diễn viên Hàn Quốc Yoo In-na tham gia trong bộ phim Wedding Bible.

## Danh sách phim

### Phim điện ảnh
| Tên                              | Năm  | Vai         | Ghi chú                                      |
| -------------------------------- | ---- | ----------- | -------------------------------------------- |
| All About Women                  | 2008 | X           |                                              |
| Câu chuyện đồ chơi 3             | 2010 | Ken         | Lồng tiếng Quan thoại cho phiên bản Đài Loan |
| Say Yes                          | 2013 | Xu Zhuo     |                                              |
| Vũ khí bóng đêm: Thành phố Xương | 2013 | Magnus Bane | Phim Mỹ ra mắt                               |
| Wedding Bible                    | 2015 | Chikai      |                                              |

### Phim truyền hình
| Tên                             | Năm  | Vai                   | Ghi chú   |
| ------------------------------- | ---- | --------------------- | --------- |
| Magicians of Love               | 2006 | Bạn trai Fan Xiaoling | Khách mời |
| The Kid from Heaven             | 2006 | Luo Yixiang           |           |
| Chao Ji Pai Tang Super          | 2006 | Big Mac               | Khách mời |
| Love Queen                      | 2006 | Wang Zhixun           |           |
| Wo Yao Pien Cheng Ying Shih Tzu | 2007 | Tiger                 |           |
| Bull Fighting                   | 2007 | Tank                  |           |
| Momo Love                       | 2009 | Chen He               |           |
| Volleyball Lover                | 2010 | Bai Qianrui           |           |
| Odd Perfect Match               | 2010 | Ying Kaitai           |           |
| The Queen of SOP                | 2012 | Gao Ziqi              |           |
| Hello Gorgeous                  | 2013 | Li Zhen               |           |
| Never Give Up Dodo              | 2013 | Xiu Fei               |           |
| We Are All Alone                | 2020 | Mạc Bắc               | Vai Chính |